# Mathias Ntawulikura
Mathias Ntawulikura (14 luglio 1964) è un ex mezzofondista e maratoneta ruandese.
Raggiunse la finale dei Campionati del mondo di atletica leggera e partecipò ai Giochi olimpici nel 1988, 1992 e 1996 nelle gare dei 5000 m  e 10000 m e nella maratona in quelle del 2000 e del 2004. Nel corso della sua lunga carriera partecipò anche per cinque volte ai Campionati del mondo di corsa campestre.

## Biografia
Il suo miglior risultato fu l'ottavo posto alla finale dei 10000 m alle Olimpiadi di Atlanta, dove i primi otto atleti classificati appartenevano a sei nation africane. Aveva 4o anni quando corse la maratona ai Giochi olimpici di Atene nel 2004. Dei cento atleti alla partenza, giunse al 62º posto nel tempo di 2 ore, 26 minuti e 5 secondi.
Egli è stato il primo e unico (al 2010) atleta ruandese a partecipare a cinque diverse edizioni dei Giochi olimpici. L'unico atleta africano a disputare cinque Olimpiadi, prima di lui, fu il tiratore egiziano Mohamed Khorshed. Nel 2004 il record di Ntawulikura (disputa di cinque Olimpiadi) venne eguagliato dalla nigeriana Mary Onyali, dalla mozambicana Maria Mutola e dall'angolano João N'Tyamba come secondo africano, a pari merito, ad aver partecipato a cinque diverse Olimpiadi.
Egli gareggiò con la Pro Patria Milano.

## Palmarès
| Nazione Ruanda | Nazione Ruanda                         | Nazione Ruanda | Nazione Ruanda | Nazione Ruanda | Nazione Ruanda |
| -------------- | -------------------------------------- | -------------- | -------------- | -------------- | -------------- |
| 1991           | Campionati mondiali indoor             | Siviglia       | 7º             | 3000 m         |                |
| 1991           | Campionati mondiali                    | Tokyo          | 7º             | 10000 m        |                |
| 1992           | Campionati mondiali di corsa campestre | Boston         | 13º            | Lunga distanza |                |
| 1993           | Campionati mondiali                    | Stoccarda      | 10º            | 5000 m         | 13:28.58       |
| 1995           | Campionati mondiali                    | Göteborg       | 15º            | 10000 m        |                |
| 1996           | Giochi olimpici                        | Atlanta        | 8º             | 10000 m        | 27:50:73       |
| 2000           | Maratona di Londra                     | Londra         | 7º             | Maratona       | 2:09:55        |
| 2000           | Giochi olimpici                        | Sydney         | 15º            | Maratona       | 2:16:39        |
| 2001           | Campionati mondiali                    | Edmonton       | —              | Maratona       | Ritirato       |
| 2003           | Campionati mondiali                    | Parigi         | 49º            | Maratona       | 2:18:44        |
| 2004           | Giochi olimpici                        | Atene          | 62º            | Maratona       | 2:26:05        |

## Altre competizioni internazionali
1991
- Bronzo alla Grand Prix Final ( Barcellona), 5000 m piani - 13'26"40

1992
- Oro al Trofeo Sant'Agata ( Catania)

1994
- Oro al Trofeo Sant'Agata ( Catania)